# Řiditel autobusu
Řiditel autobusu je píseň hudební skupiny The Tap Tap. Jejím autorem je Ondřej Ládek vystupující pod uměleckým jménem „Xindl X“. Inspirací mu byly útrapy někdejšího člena skupiny, bubeníka Marka Valenty, jenž kvůli svému handicapu musí při svých cestách používat kompenzační pomůcku v podobě malého jízdního kola. S ní ho ale někteří řidiči autobusu nechtěli do dopravního prostředku vzít. Toto jejich počínání však bylo v rozporu se smluvními přepravními podmínkami Pražské integrované dopravy, ve kterých je uvedeno, že i s jinými kompenzačními pomůckami, než je invalidní vozík, lze autobusy cestovat.
Píseň prvně zazněla roku 2011 na koncertě skupiny ve Státní opeře Praha. Současně k ní ve filmových ateliérech Barrandov vznikl videoklip, který režíroval Radovan Síbrt. Cestujícího si v něm zahrál sám Valenta a v úlohách řidičů autobusu, kteří ho nechtějí do dopravního prostředku pustit, se střídají Vojta Dyk, Xindl X a Dan Bárta. Epizodní roli dostal i tehdejší generální ředitel pražského dopravního podniku Martin Dvořák. Začátkem prosince roku 2016 měl videoklip na serveru YouTube téměř šest milionů zhlédnutí, což z písně dělalo jednu z nejznámějších skladeb uskupení The Tap Tap.